# Dabolim
Dabolim est un village situé en Inde, à Goa, dans le district de Goa Sud, dans la taluka de Mormugao. Situé à 5 km de Vasco da Gama, plus grosse ville de Goa et capitale de la taluka, le village de Dabolim abrite l'aéroport international de Goa. Il est situé à 30 km de Panaji, la capitale de Goa, et 23 km de Margao, la capitale du district de Goa Sud.